# Gaëtan Lavertu
Gaëtan Lavertu (* Januar 1944 in Saint-Hyacinthe, Québec) ist ein ehemaliger kanadischer Diplomat.

## Leben
Lavertu studierte Sozialwissenschaften am Collège Saint-Jean-Eudes und machte einen Master der Politischen Wissenschaften (an der Universität Laval), der Verwaltungswirtschaft (an der University of Western Ontario) sowie der Öffentlichen Verwaltung (an der École nationale d'administration publique Professional Experience). Er trat 1969 in den auswärtigen Dienst.
Von 1969 bis 1971 war Lavertu bei den Vereinten Nationen in New York City, als Referent für Verteidigungsbeziehungen bei der NORAD-NATO in der Personalverwaltung des kanadischen Außenministeriums und der Abteilung internationaler Handel des Außenministeriums beschäftigt.
Von 1971 bis 1974 war Lavertu Botschaftssekretär dritter Klasse und Vice-Consul an der Botschaft in Madrid, Botschaftssekretär zweiten Grades und Vice-Consul in Rabat und an der École nationale d’administration publique in Quebec beschäftigt. Von 1975 bis 1976 war Lavertu in den Abteilungen Federal-Provincial Relations Division, External Affairs und International Trade Canada beschäftigt. Von 1976 bis 1979 war Lavertu Botschaftssekretär erster Klasse und Konsul in Caracas. Von 1979 bis 1982 war Lavertu bei der Vertretung der kanadischen Regierung bei der EU in Brüssel. Von 1982 bis 1983 war Lavertu Büroleiter des stellvertretenden Außenministers.
Von 1983 bis 1987 leitete Lavertu die Abteilung Nachrichtenauswertung und anschließend den Nachrichtendienst des kanadischen Außenministeriums. Von 1987 bis zum 29. September 1989 war Lavertu mit Botschaftssitz in Bogotá auch bei der Regierung in La Paz akkreditiert. Im Anschluss daran war Lavertu bis 1992 stellvertretender High Commissioner in London. Vom 21. August 2000 bis zum 16. Juni 2003 war Lavertu stellvertretender kanadischer Außenminister. Von 2003 bis 2007 war er Botschafter in Mexiko.
Lavertu ging 2008 in den Ruhestand.

## Veröffentlichungen
- Notas para La Protección de los Derechos Humanos: Un Reto en el Siglo XXI. Ciudad de México, 29.–30. Januar 2004.